# Provéditeur (Venise)
 (juillet 2021).
Si vous disposez d'ouvrages ou d'articles de référence ou si vous connaissez des sites web de qualité traitant du thème abordé ici, merci de compléter l'article en donnant les références utiles à sa vérifiabilité et en les liant à la section « Notes et références ».
Pour les articles homonymes, voir Provéditeur.
Un provéditeur (provveditoro) est un officier civil (généralement un magistrat) de la république de Venise chargé du contrôle, de l'inspection ou du commandement d'une flotte, d'une province, d'une place forte. Il était également chargé de superviser les actes des condottieres nommés par la République.
Certains provéditeurs sont des surintendants (sopraprovveditori), chargés de l'intendance de la Ville. Ils sont nommés par le Sénat.

## Caractéristiques des provéditeurs
Ils étaient nommés pour une période déterminée. Certains d'entre eux détenaient seuls le pouvoir décisionnaire, d'autres prenaient leurs décisions de manière collègiale.

## Les provéditeurs du Commun
Ces magistrats, trois en nombre et comparables aux édiles romains, ont comme rôle :
- d'entretenir la propreté de la cité ;
- de réparer ponts et pavés ;
- de mettre la police sur les navires, pour éviter des surcharges ;
- de connaître des privilèges des citadins ;
- de taxer les nouveaux livres ;
- d'exercer autorité sur les confréries d'artisans et les gondoliers de traverse.

Ils prestent une charge de 16 mois et disposent d'une voix au Sénat.
Le début de cette magistrature fut contemporain à la navigation et au commerce des Vénitiens dans les ports de Soria. Composée de trois patriciens, elle imposa les règles de négoce relatifs au merendanti, aux marchandises entrantes et sortantes, aux canaux navigables en ordonnant en 1277, que d'elle dépendraient la filature de laine, la soierie, les battilori ainsi que tous les gens attenenti à ces deux métiers, à savoir lainiers, tisseurs, teinturiers, chapeliers, merciers, manufacteurs de bonnets, papetiers et vendeurs de livres. Confié à ce magistrat depuis son institution l'obligation de l'arrangement des voies de la ville et ceci, comme le Capitulaire l'indique, pour le bien du marché. C'est pourquoi il semblerait, que cette institution s'occupa seulement du déchargement et transport des marchandises. S'y ajoute, en 1484, le soin de l'état des ponts, des pavés et des canaux de la ville, avec la faculté de vendre les usines en ruine, ce qui fit ressembler les provéditeurs de Commun aux édiles de la Rome antique. Mais d'autres compétences furent déférées à ces provéditeurs : celle de surintendance des fraglie (compagnies des barcaiuoli des bacs de la ville), du Collège des médecins et chirurgiens, des écoles laïques de dévotion (à l'exclusion des scuole grandi), du courrier public, des jeux de loto et des naufragés et finalement, d'autoriser, par privilège ou par grâce, la population étrangère à exercer le négoce tant à Venise qu'en-dehors.

## Les provéditeursalle Ragioni Vecchie
Ces magistrats, en tout trois nobles et comparables aux questeurs romains, ont comme rôles :
- d'envoyer des présents aux princes, ambassadeurs et seigneurs en visite, au nom du Sénat;
- juge des dommages faits aux domaines de la seigneurie hors Venise;
- réviseur aux comptes des Provéditeurs alle Biave ;

Ils prestent une charge de 16 mois et disposent d'une voix au Sénat.

## Les provéditeursalle Ragioni Nuove
Ces magistrats, en tout trois jeunes nobles, complément aux précédents, ont comme rôles :
- faire payer ceux ayant pris parti dans les fermes de la république;
- saisir les bien de ceux qui ne s'en acquittent pas;
- faire battre des piécettes d'argent (oselle (it)), données au nobles entrant au Grand Conseil.

Ils restent 16 mois en charge.

## Giustizia Vecchia et Giustizia Nuova
En 1173, cinq juges furent installés (plus tard réduit à trois), avec la tâche de protéger les consommateurs de la fraude à la consommation dans les arts relatifs à la vente de produits d'épicerie, bientôt étendu à d'autres arts. Trois officiers supplémentaires furent ajoutés pour former un seul et unique collège, qui fut divisé en deux en 1261, pour donner vie à la magistrature de la Giustizia Vecchia d'une part et la Giustizia Nuova d'autre part.

### Les provéditeurssopra la Giustizia Vecchia
L'inobservance des prescriptions établies concernant les objets déférés à la magistrature de la Justice Vieille fut cause qu'en 1565 y fut ajoutée une nouvelle magistrature sous la forme de deux provveditori sopra la Giustizia Vecchia qui leur impose de juger les transgresseurs, de casser des sentences, et si la rigueur de la loi fut insuffisante, de proposer de nouvelles dispositions, ce pourquoi ils devaient comparaître chaque mois devant le Pien Collège pour faire rapport des dénonciations de contrefaçons du mois précédent.
Un troisième provéditeur fut ajouté aux deux existants.
Ils restèrent 16 mois en charge.
D'autres tâches incluent :
- de juger ceux qui vendent à fausse mesure ou faux poids ;
- de fixer les prix des fruits et poissons ;
- de régler les conflits entre bourgeois et gens de métier ;
- de réguler les enseignes des boutiques ;
- de contrôler les conditions auxquelles sont employés les apprentis et d'enregistrer les conventions de travail.

En 1530, le Conseil des Dix installa un Collège extraordinaire de Cinq Sages, avec mission de réviser la constitution des arts et plus tard aussi pour limiter les prix. Ce Collège fut aboli en 1584.
En 1572, le Sénat créa le Collège des Arts, composé des provéditeurs de Giustizia Vecchia, de la Giustizia Vecchia et des Cinq Sages aux Marchandises, qui en 1627 ont été rejoints par les régulateurs sur
fonctions, avec comme mission de réformer toutes les matières se rapportant aux arts.

### Les provéditeursalla Giustizia Nova
Cette magistrature, complément de la précédente, a juridiction sur les hôtelleries et cabarets, quant au respect ;
- du vin non frelaté ;
- du paiement des droits à la seigneurie.

Ils restent 16 mois en charge.
En 1501, par similitude à la Giustizia Vecchia, une magistrature fut instituée pour faire appel des arrêts de la Giustizia Nuova. Elle porta le nom de Collège des sept Sages.
Ils vérifiaient les livres pour voir si les officiers et ministres de la Giustizia Nuova observaient bien les lois établies dans leur domaine.

## Les provéditeursall'Armar
Instaurés au milieu du XVe siècle, ils furent responsables de la préparation et l'armement des galères et des navires et attribuaient les rôles des soldats de marine et des chiourmes (galériens). Ils furent deux jusqu'en 1644, puis trois.
Ils avaient compétence sur le matériel et le personnel de la marine de guerre déclassé et en construction; ils nommèrent les officiers de marine et les autres fonctionnaires non patriciens et jugèrent sommairement en matière d'officiers, marins et condamnés.
Au début du XVIIe siècle, ils avaient la faculté, ainsi que le Collège de la Milice de Mer et Tre sur les galériens, pour enquêter en cas de prise ou naufrage des navires vénitiens. Ils avaient aussi juridiction en ce qui concerne la navigation, le Canal de Giudecca, l'école San Nicolò de Marine.

### Patroni all'arsenal
Magistrature d'ancien institution, composée de trois patriciens auxquels des lois du Maggior Consiglio de 1280 et 1291 confièrent la garde de l'arsenal. Selon une autre loi de 1442, ils devaient se domicilier dans trois immeubles contigus à l'arsenal, appelés le Paradis, le second le Purgatoire, le troisième l'Enfer. Ils devaient chacun à son tour loger pour quinze nuits dans les pièces intérieures de l'arsenal en gardant près de soi les clés. À cette époque, le Provéditeur assumait le titre de Patron di guardia. Au-delà du devoir de garde, le provéditeur ordonna aussi les travaux et assura la surintendance de leur exécution, de gérer l'économat et de punir les fautes et les manquements. Un provéditeur resta en charge trente-deux mois.

### alle artiglerie
En 1589 furent institués trois patriciens, désignés par le sénat, chargé de surveiller l'artillerie, l'usine de poudre (à canon), les munitions et leur distribution. Le corps des Bombardieri dépendait directement d'eux.

## Les surintendants à la Santé
À la suite de l'épidémie de peste de 1478 fut instauré un organe permanent de trois Surintendants de la Santé le 7 janvier 1486. Cette tâche fut dévolue à trois nobles, élus et avec une mission limitée à l'état d'urgence. En 1504, on leur accordait la juridiction pénale et en 1535, tout appel contre leurs décisions devenait impossible, hormis devant un Collège de Sages aux Blasphèmes et Hérésies. Leur vigilance couvrait un vaste champ: les infirmeries,
le nettoyage des rues et des chars, les comestibles, vagabonds et mendiants, prostituées, hôteliers, sépultures, les facultés de médecine, physique et les barbiers. Leur nomination passa en 1537 du Sénat au Maggior Consiglio. En 1556, deux Surintendants à la Santé y furent ajoutés et en accordant le droit de condamner à mort. En 1563, l'appel contre leurs décisions devenait possible devant le Conseil des Dix.

## Les surintendants des Banques
La vigilance sur les banques, utilisée par les familles patriciennes du XIIe siècle aux besoins du commerce et de l'échange, fut d'abord confiée aux Consoli des marchands en 1524.
Elle fut attribuée à un corps spécial, composé de trois membres, qui, en 1526, après avoir fait ses preuves, devenait permanent.
La compétence des surintendants ne se limita pas au contrôle de nature économique sur les banques, mais fut aussi étendu au domaine judiciaire, à eux de décider sur des questions soulevées entre les banquiers et les marchands au cours de leurs relations d'affaires.

## Le collège et les surintendants et provéditeursalle Biave(aux blés)
En 1349 fut créé un collège des blés et grains composé du chef des Conseillers, du chef de la Quarantie et d'un Officiel aux Forments. En 1365, furent instaurés en plus trois surintendants aux blés. Ces nobles sont comparables aux édiles de Cérès. Ils sont chargés d'assurer l'approvisionnement de la cité en blés et grains.
En 1367 leur fut soumis l'arte des pistori; ils acquièrent compétence criminelle, fixèrent le prix du blé et punirent les spéculateurs. En 1425, le Collège fut transformé en juridiction d'Appel et en 1433, il fut recomposé par deux Conseillers, un chef de Quarantie, un Avogadore, les surintendants alle Biave, les auditeurs de la quarantie civile. En 1492,avec la mise en place de la nouvelle Quarantia civile, le Collège était supprimé.
En 1526, le Conseil des Dix a élu deux surintendants responsable d'assurer l'approvisionnement avec juridiction pénale, sauf peine de mort. Dès 1582, c'est le Sénat qui les élisait.

## Les surintendantsdu Sel

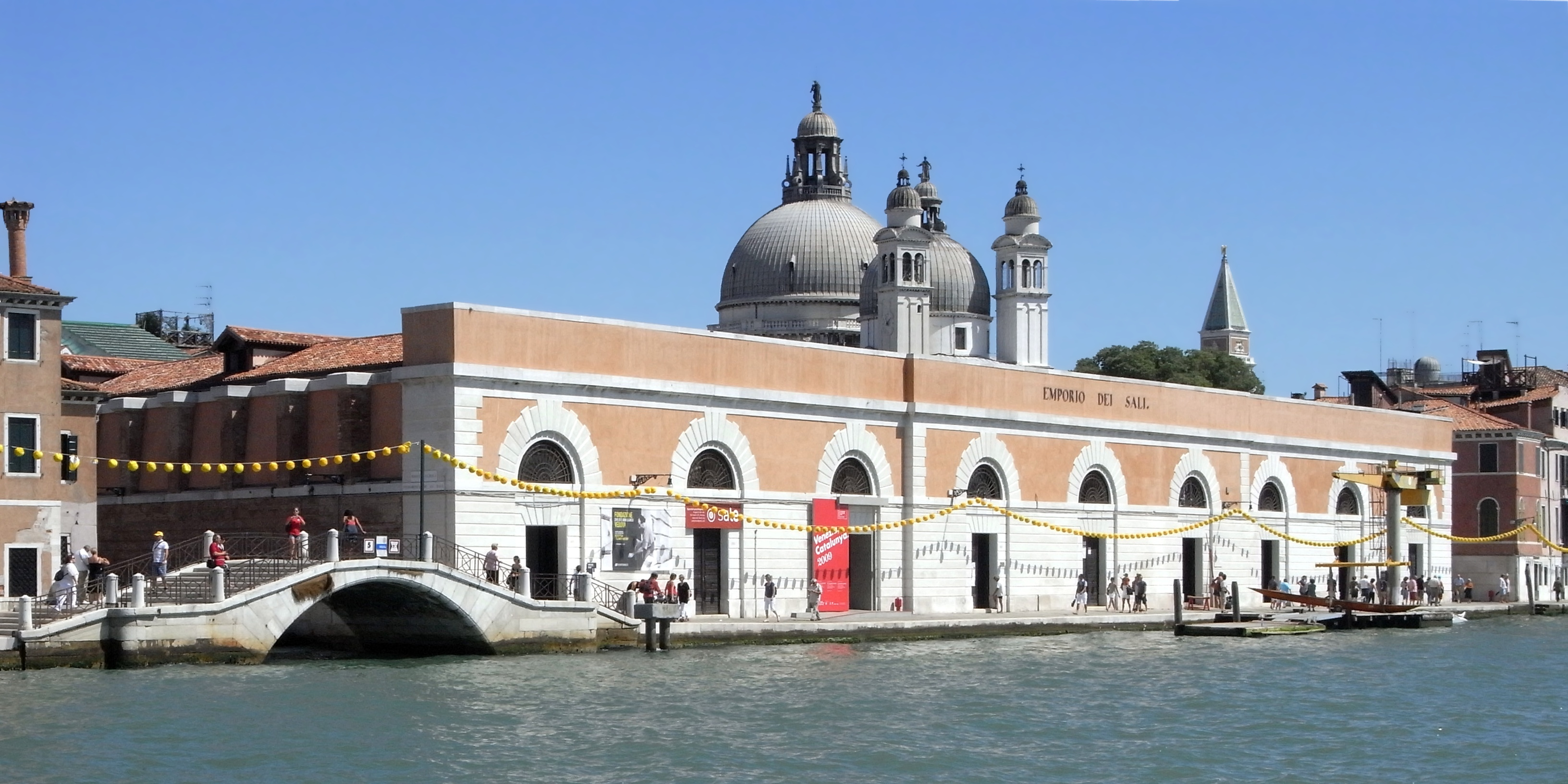
Magazzini del Sale aux Zattere

Cette organe remonterait au XIIIe siècle ou avant. Au nombre de quatre, ces nobles surintendants appelés jadis Salinieri del Mare sont chargés d'assurer l'approvisionnement de la cité en sel des Salines publiques et d'en organiser la vente et d'en fixer le prix dès 1276. Cette charge, fort rémunératrice, est de dix mois. Le Sénat les fait surveiller de très près par les revisori al sale. Les rentrées de cet Office furent affectées aux dépenses de construction ou de restauration des usines publiques. Aux XIVe et XVe siècles on retrouve dès fois une magistrature du sel de Rialto, qui semble y être soumise.

## Magistrats des eaux
Deux magistratures sont instituées pour le contrôle des eaux : 
- le Savii alle Acque, composé de sénateurs ou procurateurs ;
- le esecutori alle acque, composé de trois jeunes nobles, chargé de faire appliquer les lois édictées par les précédents.

Une des applications est le curage annuel des canaux.

## Surintendants et Conseil des Pompes
Ce magistrat est comparable aux censeurs romains. Il est occupé par un procurateur de Saint-Marc ou un sénateur illustre. Il est chargé de tout ce qui concerne le contrôle des mœurs, depuis les habitudes de table, en passant par l'habillage, jusqu'à la prostitution.
La matière des pompes, réparties dans les premiers jours entre différentes magistratures, a été confiée en 1476 à un collège spécial, des trois sages aux pompes. Mais peu après, ses fonctions ont été réaffectés à d'autres tribunaux, parmi lesquels même les procurateurs de Saint-Marc. En 1514 fut établi définitivement un système judiciaire spécifique,
composé de trois membres, nommés provveditori alle Pompe, qui furent rejoints en 1559 par deux Sopraprovveditori, élus par le Sénat parmi ses membres, à la différence des premiers, élus au sein du Maggior Consiglio.
En 1562, un sopraprovveditore fut ajouté et les 6 conseillers furent autorisés à légiférer dans leur domaine, tel le Sénat.
Au cours du XVIIe siècle, l'étendue des matières traitées prit un tel envol, que l'on exigea la nomination de fonctionnaires supplémentaires. En 1635 en ont été nommés temporairement quatre et en 1644 trois supplémentaires pour examiner et réformer la législation existante, très désordonnée et confuse.
En 1652, pour lutter contre les intrusions trop fréquentes des Avogadori dans les arrêts du magistrat, a été institué un conseil de 7 nobles pour leur examen et décision. En 1666, un des sept fut nommé inquisiteur. La composition finale fut de deux surintendants, un surintendant adjoint, trois provveditori et un collège de sept, dont un inquisiteur.
Au XVIIIe siècle, le magistrat a perdu de son importance; ses dernières lois furent promulguées en 1749. Par la suite, il continua d'exister par tradition et pour décorer, traitant de l'éclairage de la ville, du service d'incendie et d'autres charges mineures.

## Les provéditeurs-généraux
Les provinces, villes ou places-fortes entre les mains des vénitiens furent gouvernées par un provéditeur-général, ayant les attributions d'un gouverneur. Ainsi en alla-t-il entre autres pour Candie (où il prit le titre de duc), la Dalmatie, Corfou…

### Provéditeur-général de Mer
Il gérait l'argent nécessaire à la flotte, commandait en l'absence du Généralissime, pouvait attribuer les rôles, et punir de mort les soldats qui eussent manqué à leur devoir. Il siègeait à Corfou. Sa charge était de trois ans.

## Liste des Provveditori de la république de Venise
Dans la république de Venise le titre de provveditore était attribué à de nombreux magistrats nommés par les différents conseils dans lesquels s'articulait le gouvernement de l'État pour « pourvoir » sur des matières précises ou au gouvernement des provinces, des reggimenti, ou de régions entières (comme les administrateurs généraux Frioul, Morée, Dalmatie etc. ).
Les provveditori étaient nommés pour une durée déterminée; certains fonctionnaient comme des organes monocratiques (it), d'autres, au contraire, constituaient des collèges. Dans certains cas, le collège comprend également un ou plusieurs sopraprovveditori (par exemple, alla Sanità e alle Legna e Boschi) qui pourraient aussi avoir des pouvoirs d'appel contre les décisions des provveditori.
Le titre de provveditore generale della Dalmazia fut maintenu à partir de 1808, après son annexion au royaume napoléonien d'Italie, jusqu'en 1809, date à laquelle elle fut rattachée aux provinces illyriennes.
Un très grand nombre d'officiels patriciens portaient le titre de Provveditore :
- Provveditori all'Armar : chargés de la mise en place et de l'entretien des galères et de l'enregistrement des équipages.
- Provveditori all'Arsenal : en charge de l'arsenal de Venise .
- Provveditori alle Artiglierie : responsables de l'approvisionnement et de l'entretien de l'artillerie et de la poudre à canon .
- Provveditori alle Beccherie : au nombre de deux depuis 1545 et depuis 1678 assistés d'un provveditore aggiunto, chargé de l'approvisionnement en viande de la ville de Venise.
- Provveditori ai Beni Inculti : au nombre de trois, chargés depuis 1556 de tous les travaux nécessaires à la restauration des terres non productives.
- Provveditori al Bosco del Montello : au nombre de trois, depuis 1587 responsable de la conservation de l'important patrimoine boisé de Montello .
- Provveditori al Bosco di Montona o Deputati al Bosco di Montona : au nombre de deux, chargés depuis 1628 de la conservation de l'important patrimoine forestier de Motovun .
- Provveditori di Comun : au nombre de trois, depuis 1277 chargés de l'entretien des trottoirs et des ponts de la ville de Venise et de tous les travaux nécessaires au bon fonctionnement du commerce dans la ville.
- Provveditori alle Fortezze o Magistrato alle Fortezze.
- Provveditori alla Legna e ai Boschi o Magistrato alla Legna e ai Boschi.
- Provveditori ai Monti à Zecca : au nombre de trois, de 1517 à la fin du même siècle responsables des trois gisements de valeurs privées (Monte Vecchio, Monte Nuovo et Monte Novissimo) conservés à la Zecca de l'État.
- Provveditori alle Pompe : au nombre de trois, plus deux Supraprovvesitori, chargés depuis 1514 de la surveillance de l'application des lois somptuaires.
- Provveditori al Sal ou Salinieri del Mare : au nombre de quatre, responsables du monopole d'État sur la production et le commerce du sel.
- Provveditori sopra l'Adige : au nombre de trois, chargés de la navigation sur l'Adige depuis 1586.
- Provveditori sopra Banchi : au nombre de trois, depuis 1524 chargés de superviser l'activité des banques de crédit privées[1].
- Provveditori sopra i Comunali Actifs : au nombre de trois, depuis 1564 responsables des actifs détenus par les municipalités.
- Provveditori sopra Camere : au nombre de trois, chargés des chambres des Domini di Terraferma, c'est-à-dire des organismes de perception des impôts.
- Provveditori sopra Accounts ou Magistrato sopra conti : au nombre de trois, chargés depuis 1474 de vérifier les registres des gouverneurs des recettes et par la suite du contrôle comptable de l'armement et des achats de la flotte militaire[2].
- Provveditori sopra Denari : au nombre de trois, chargés depuis 1571 de la surveillance des ressources monétaires de l'État.
- Provveditori sopra Dazii : au nombre de trois, chargés de percevoir les droits depuis 1500 .
- Provveditori sopra Feudi : au nombre de trois à partir de 1587, puis de cinq à partir de 1616, chargés de toutes les affaires relatives à l' investiture ou au réinvestissement des fiefs .
- Provveditori sopra la Giustizia Vecchia : au nombre de deux, depuis 1565 responsables des appellations relatives à la justice de Giustizia Vecchia, c'est-à-dire relatives à la contrefaçon.
- Provveditori sopra Monasteri, partie du Magistrato ai Monasteri
- Provveditori sopra Officii : au nombre de trois, chargés depuis 1481 de réprimer le gaspillage dans l'administration publique et de contrôler les comptes.
- Provveditori sopra Olii : au nombre de trois, chargés depuis 1531 de la surveillance des prix et de l'approvisionnement en huiles de la ville.
- Provveditori sopra Ori e Argenti : au nombre de deux à partir de 1551, puis de trois à partir de 1582, choisis parmi les Dix et chargés de surveiller la qualité de l'or et des pièces de monnaie.
- Provveditori sopra Ori in Zecca: depuis 1629 responsable des dépôts privés d'objets précieux à la Monnaie.
- Provveditori sopra Ospitali e Luoghi Pii, partie du Magistrato degli Ospitali
- Provveditori sopra la Sanità ou Magistrato alla Sanità (it) : trois à partir de 1485, puis cinq à partir de 1536, avec l'introduction de deux Sopraprovveditori, chargés de la santé publique .
- Provveditori sopra la Zecca : au nombre de trois, chargés de l'administration de la Monnaie depuis 1552.

Dans les administrations sur l'activité des provveditori et d'autre part pour considérer leurs actions se trouvaient des magistrats appelés Supraprovveditori :
- Sopraprovveditori all'Arsenal.
- Sopraprovveditori alla Legna e ai Boschi.
- Sopraprovveditori sopra la Sanità.

Dans l'administration du territoire on recourait de même à la nomination de Provveditori Generali, chargés de superviser tout un secteur des dominions vénitiens, organisés localement en Reggimento :
- Provveditore Generale da Mar : directeur général des provinces du Stato da Màr, de l'argent nécessaire à l'entretien de la flotte et commandant adjoint de celle-ci (ainsi que suppléant par intérim du commandant, le Capitano generale da Mar (it) en cas de décès), est resté en fonction trois ans et a résidé à Corfou.
- Provveditore Generale del Friuli o Luogotenente: directeur général des provinces de la Patria del Friuli, résidait à Udine.
- Provveditore Generale della Morea : directeur général des provinces de Morée .
- Provveditore Generale di Dalmazia : Directeur général des provinces dalmates, résidait à Zadar.
- Provveditore Generale di Terraferma : directeur général des provinces des domaines continentaux, créé en 1796, résidait à Brescia.